# Peter Robinson (författare)
Peter Robinson, född 17 mars 1950 i Armley i Leeds, West Yorkshire, död 4 oktober 2022 i Richmond, North Yorkshire, var en brittiskfödd författare bosatt i Kanada. Han och hans fru hade dock en sommarstuga i Richmond i norra Yorkshire.
Robinson var mest känd för sina kriminalromaner med handlingen förlagd till den fiktiva staden Eastvale i Yorkshire med Alan Banks i huvudrollen, men han har också givit ut poesi och romaner utanför kriminalgenren.

### Om Alan Banks
(Svensk översättning Jan Malmsjö, om ej annat anges)
1. Gallows View (1987) (Ur askan i elden, Forum, 2018)
2. A Dedicated Man (1988) (En hängiven man, Forum, 2019)
3. A Necessary End (1989) (Ett nödvändigt slut, Forum, 2022)
4. The Hanging Valley (1989) (Dödlig tystnad, Forum, 2024)
5. Past Reason Hated (1991) (Kärlekens villovägar, Forum, 2025)
6. Wednesday's Child (1992)
7. Dry Bones that Dream (1994)
8. Innocent Graves (1996)
9. Dead Right (1997) (Roten till det onda, Minotaur, 2011)
10. In a Dry Season (1999) (En ovanligt torr sommar, Minotaur, 2001)
11. Cold is the Grave (2000) (Kall som graven, Minotaur, 2008)
12. Aftermath (2001) (I ondskans spår, Minotaur, 2002)
13. The Summer that Never Was (2003) (Efter alla år av saknad, Minotaur, 2003)
14. Playing with Fire (2004) (En lek med eld, Minotaur, 2004)
15. Strange Affair (2005) (En märklig affär, Minotaur, 2005)
16. Piece of My Heart (2006) (En bit av mitt hjärta, Minotaur, 2006)
17. Friend of the Devil (2007) (I djävulens sällskap, Minotaur, 2007)
18. All the Colours of Darkness (2008) (Mörkrets alla färger, Minotaur, 2009)
19. Bad Boy (2010) (Bad boy, Minotaur, 2010)
20. Watching the Dark (2012) (I mörkrets skugga, Minotaur, 2013)
21. Children of the Revolution (2013) (Revolutionens barn, Minotaur, 2014)
22. Abattoir Blues (2014) (Själens dunkla rum, Forum, 2015) (Titel i USA: In the Dark Places)
23. When the Music's Over (2016) (När musiken tystnar, Forum, 2016)
24. Sleeping in the ground (2017) (Skuggan av tvivel, Forum, 2017)
25. Careless love (2018) (Oförsiktig kärlek, Forum, 2018)
26. Many rivers to cross (2019) (Förödande konsekvenser, Forum, 2019)
27. Not Dark Yet (2021) (Innan mörkret faller, Forum, 2021)
28. Standing in the Shadows (2023) (Dold i skuggor, Forum, 2023)

### Andra böcker
- Caedmon's Song (1990)
- No Cure for Love (1995)
- Not Safe after Dark (noveller, 1998) (Alan Banks är med i ett par av novellerna)
- The Price of Love and Other Stories (2009) (Skuggor på vattnet och elva andra berättelser, översättning Jan Malmsjö, Minotaur, 2011) (Alan Banks är med i ett par av novellerna)
- Before the poison (2011) (En förgiftad man, översättning Jan Malmsjö, Minotaur, 2012)

## Priser och utmärkelser i urval
- The Arthur Ellis Award (Crime Writers of Canada), Best Short Story 1991, för Innocence
- The Arthur Ellis Award, Best Novel 1992, för Past Reason Hated
- The Arthur Ellis Award, Best Novel 1997, för Innocent Graves
- The Macavity Award, Best Short Story 1998, för Two Ladies of Rose Cottage
- The Barry Award for Best Novel 2000, för In a Dry Season
- The Anthony Award 2000, för In a Dry Season
- The Arthur Ellis Award, Best Novel 2001, för Cold is the Grave
- The Arthur Ellis Award, Best Short Story 2001, för Murder in Utopia
- The Edgar Award for Best Short Story 2001, för Missing in Action
- Grand Prix de Litterature Policiere 2001, för Saison sèche (In a Dry Season)
- The Martin Beck award 2001 för En ovanligt torr sommar
- The Dagger in the Library 2002
- Palle Rosenkrantz-priset 2005 för Kold er graven
- Derrick Murdoch Award (Crime Writers of Canada) 2012
- The Arthur Ellis Award, Best Novel 2012, för En förgiftad man (Before the Poison)
- Svenska Deckarakademins pris för bästa utländska deckare, Den gyllene kofoten 2012,  för En förgiftad man (Before the Poison)